# Champdieu
Champdieu este o comună în departamentul Loire din sud-estul Franței. În 2009 avea o populație de 1.665 de locuitori.

## Evoluția populației
| An        | 1975  | 1982  | 1990  | 1999  | 2006  | 2009  |
| --------- | ----- | ----- | ----- | ----- | ----- | ----- |
| Populație | 1.120 | 1.291 | 1.355 | 1.471 | 1.607 | 1.665 |